# Bag lukkede døre
Bag lukkede døre er en kortfilm instrueret af Jonas Poher Rasmussen efter eget manuskript.

## Handling
Mads sidder i sin vindueskarm. Han har siddet her længe. Han kigger ud på livet, der fortsætter i hastig fart uden hans deltagelse. Han sidder i undertøj. Det kan ikke betale sig at tage tøj på. Han kommer alligevel ikke ud.